# カッコウアザミ属
カッコウアザミ属（カッコウアザミぞく、学名：Ageratum）は、キク科の1属である。学名よりアゲラタム属、アゲラタムとも呼ばれる。
属名は a（否定の接頭語）＋ geras（古くなる）で、長い間鮮やかな青紫の花色が保たれることによる。

## 主な栽培種
戦前から栽培されていたのは、カッコウアザミ Ageratum conyzoides であったが、現在栽培されているのは、ほとんどがオオカッコウアザミ Ageratum houstonianum である。

## 性状
メキシコ原産の、半耐寒性常緑多年草または亜灌木であるが、園芸上は春播き一年草としている。草丈は、F1（一代交配種）の矮性種で15〜20cm、切り花用種や四倍体の「ブルーミンク」などは、70cmくらいになる。全草に粗い毛が生えている。茎は直立だが、根元からよく分枝し、匍匐状になることもある。葉は直径10cmくらい、ほぼ円形で対生する。花は、1cm位の頭花が円錐状に十数輪またはそれ以上まとまって咲く。花の色は、明るい青紫が基本であるが、白やうす桃色の品種もあり、最近かなり濃い紅色のものも出ている。

## 栽培
微細種子なので、タネは丁寧に播くようにする。苗ものは4月にはいると売り出されるが、これは1月か2月に温室で播いたもので、一般家庭で播く場合は、ソメイヨシノが散り始めた頃がよい。花壇に定植する時は、比較的排水の良いところを選ぶ。肥料、特に窒素肥料が多いと、葉はよく茂るが、花数が少なくなるので、肥料は控えめにしたほうがよい。